# 片木智年
片木 智年（かたぎ ともとし、1960年 - ）は、日本のフランス文学者、慶應義塾大学教授。
高知県生まれ。1984年慶大文学部仏文科卒、1989年パリ第3大学博士課程修了、文学博士。1990年慶大文学部助手、99年慶應義塾大学文学部助教授、2006年教授。専攻は、フランス古典文学、おとぎ話論。 

## 著書
- 『ペロー童話のヒロインたち』せりか書房、1996
- 『星の王子さま・学』慶應義塾大学出版会、2005
- 『少女が知ってはいけないこと 神話とおとぎ話に描かれた〈女性〉の歴史』PHPエディターズ・グループ、2008

### 翻訳
- フィリップ・フォール『天使とはなにか』せりか書房、1995
- サン＝テグジュペリ『夜間飛行』PHPエディターズ・グループ、2009

## 参考
- [ISBN　978-4-569-70539-2]
- 慶應義塾大学